# Carel van Heeckeren van Wassenaer
Pour les articles homonymes, voir Van Heeckeren.
Le baron Jacob Dirk Carel van Heeckeren van Wassenaer, né à Emmerich am Rhein le 8 février 1809 et mort à La Haye le 7 novembre 1875, est un militaire et homme politique néerlandais. Il est le fils de Willem Hendrik Alexander Carel van Heeckeren van Kell.
- Chambellan de Guillaume Ier (roi des Pays-Bas), Guillaume II et Guillaume III des Pays-Bas
- Membre de la première Chambre des États généraux (1849-1867)

## Distinctions
- Chevalier de l'ordre du Lion néerlandais

## Sources
- (nl) Sa fiche sur parlement.com
- (nl) Nieuw Nederlandsch Biografisch Woordenboek